# Luís Pereira
Pour les articles homonymes, voir Pereira.
Luís Edmundo Pereira, ou simplement Luís Pereira, était un footballeur brésilien né le 21 juin 1949 à Juazeiro (Brésil). Il occupait le poste de défenseur central. Il a été champion du Brésil et champion d'Espagne.

## Carrière de joueur

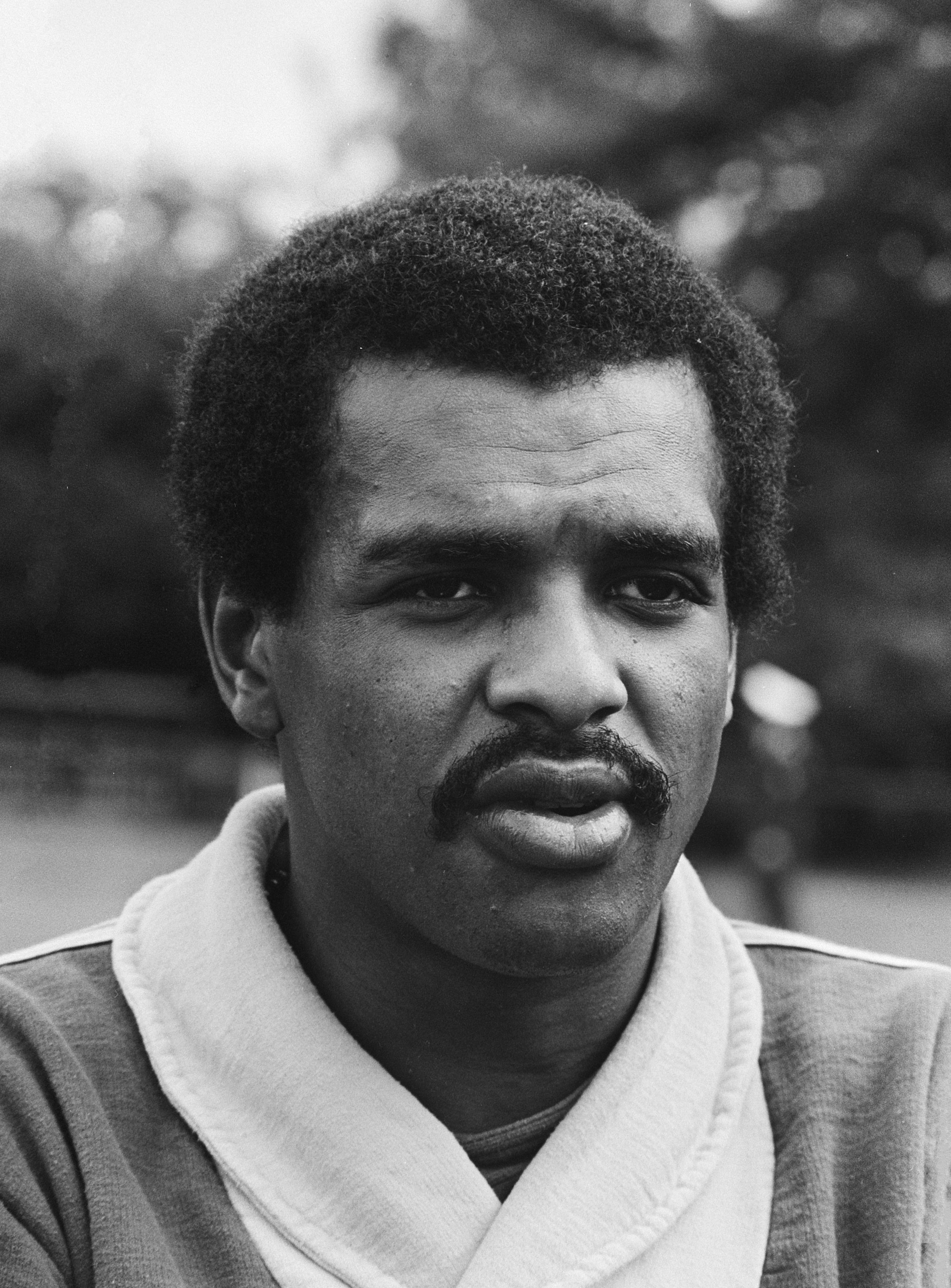
Luís Pereira à la Coupe du monde 1974

### En club
- 1967 - 1968 : São Bento ( Brésil)
- 1968 - 1975 : SE Palmeiras ( Brésil)
- 1975 - 1980 : Atlético de Madrid ( Espagne)
- 1980 - 1981 : CR Flamengo ( Brésil)
- 1981 - 1984 : SE Palmeiras ( Brésil)
- 1985 - 1986 : Portuguesa de Desportos ( Brésil)
- 1986 - 1986 : EC Santo André ( Brésil)
- 1986 - 1987 : SC Corinthians ( Brésil)
- 1988 - 1988 : EC Santo André ( Brésil)
- 1989 - 1989 : Central de Cotia ( Brésil)
- 1990 - 1992 : AD São Caetano ( Brésil)
- 1993 - 1993 : São Bernardo ( Brésil)
- 1994 - 1994 : São Bento ( Brésil)
- 1997 - 1997 : AD São Caetano ( Brésil)

### En équipe nationale
Il compte 36 sélections (6 non officielles) avec l'équipe du Brésil.
Luis Pereira a participé à la coupe du monde de 1974.

## Carrière d'entraîneur
Sa carrière de joueur terminée, il s'est reconverti en entraîneur des clubs de São Bento et Sãocarlense, puis en entraîneur adjoint de AD Sao Caetano et Atlético de Madrid.

## Palmarès de joueur
- Champion du Brésil en 1972 et 1973 avec SE Palmeiras
- Champion d'Espagne en 1977 avec Atlético de Madrid
- Vainqueur du championnat de l'État de São Paulo en 1972 et 1974 avec SE Palmeiras
- Vainqueur de la coupe d'Espagne en 1976 avec Atlético de Madrid